# Giant’s Castle
Der Giant's Castle ist ein Berg im Gebirgszug der Drakensberge in der Provinz KwaZulu-Natal in Südafrika. Seinen Namen erhielt er, weil sein Westprofil an die Silhouette eines schlafenden Riesen erinnern soll. 

## Geografie
Der Berg ist Bestandteil des uKhahlamba-Drakensberg Parks und befindet sich am südlichen Ende des Zentralstocks der Drakensberge. Dem Massiv nordwestlich vorgelagert liegt der Champagne Castle, der vor dem Grenzbereich zu Lesotho abrupt abfällt. Nördlich schließt das knapp 3000 m hohe Sterkhorn an, das in östlicher Verlaufsrichtung in den höheren Cathkin Peak übergeht. Südlich grenzen zwei weitere 3000er an. Im Südwesten liegen der Njesuthi nebst Mafadi und im Südosten Monk's Cowl. 
Giant's Castle besteht im Wesentlichen aus einem grasigen Plateau, das durch scharfe Abrisskanten in die umliegenden Talgründe begrenzt wird. Das Bergmassiv beherbergt das Naturschutzgebiet Giant's Castle Game Reserve.

## Fauna
Das Game Reserve des Giant’s Castle wurde 1903 errichtet und erstreckt sich über 25 km vom Höhenrücken des Giant’s Castle ausgehend bis zum Njesuthi-Fluss. Die im südafrikanischen Territorium weitverbreiteten Elen- und Rehantilopen sind hier ebenso beheimatet wie verschiedene Hornträger, der Bunt- und auch Riedbock, und Kronenducker. Es gibt dort bis zu 160 verschiedenen Vogelarten. Das Reservat gilt als einziges kleines Habitat für Bartgeier (Lämmergeier) in Südafrika. Weitere Greifvögel werden durch den Felsenbussard, den Kaffernadler, den Kapgeier und den Lannerfalken repräsentiert.

## Kultur

Giant's Castle 3D-Karte

Das Bergmassiv bietet Besuchern hervorragende Wandermöglichkeiten mit ebensolchen Ausblicken. Besonders beliebt ist der Bushman's River Trail. Auf viel Anklang stößt zudem die Austragung von MTB-Marathons. Diese Cross-Country-Veranstaltung findet im April eines jeden Jahres statt. 
In einigen Höhlen finden sich Petroglyphe der San. Diese sind hier leichter als diejenigen am Lephalale in der Waterberg-Region aufzuspüren. Am bekanntesten ist die Battle Cave, einem riesigen Felsvorsprung. Die Darstellungen der San sollen Geistreisen und Halluzinatorische Träume thematisieren.